# Pendleton, Oregon
Pendleton är administrativ huvudort i Umatilla County i Oregon. Orten har fått sitt namn efter politikern George H. Pendleton. Enligt 2010 års folkräkning hade Pendleton 16 612 invånare.

## Kända personer från Pendleton
- Michael J. Kopetski, politiker
- Gordon Smith, politiker